# Qasigiannguit Heliport
Qasigiannguit Heliport (IATA: , ICAO: BGCH) er en grønlandsk heliport beliggende i Qasigiannguit (Christianshåb) med et betonlandingsområde på 60 m x 20 m. I 2008 var der 1.267 afrejsende passagerer fra heliporten fordelt på 211 starter (gennemsnitligt 6,00 passagerer pr. start).
Qasigiannguit drives af Mittarfeqarfiit, Grønlands Lufthavnsvæsen. Statens Luftfartsvæsen fører tilsyn med heliporten.

## Eksterne links
- AIP for BGCH fra Statens Luftfartsvæsen Arkiveret 24. februar 2012 hos  Wayback Machine